# 墨西哥灣暖流

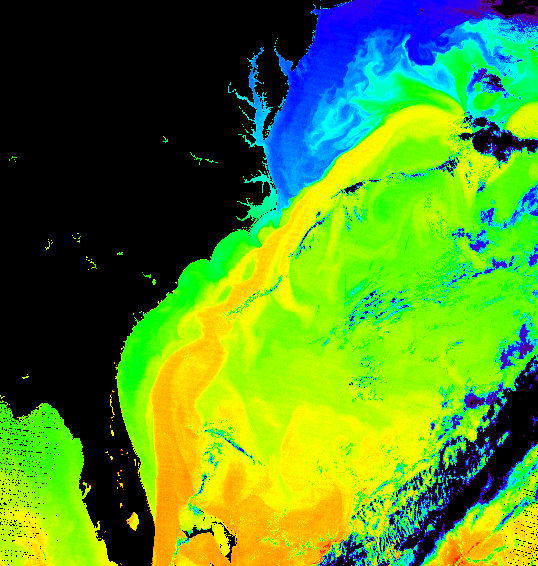
在這幅由美國NASA所拍攝的衛星影像中，橘色的部份代表墨西哥灣流

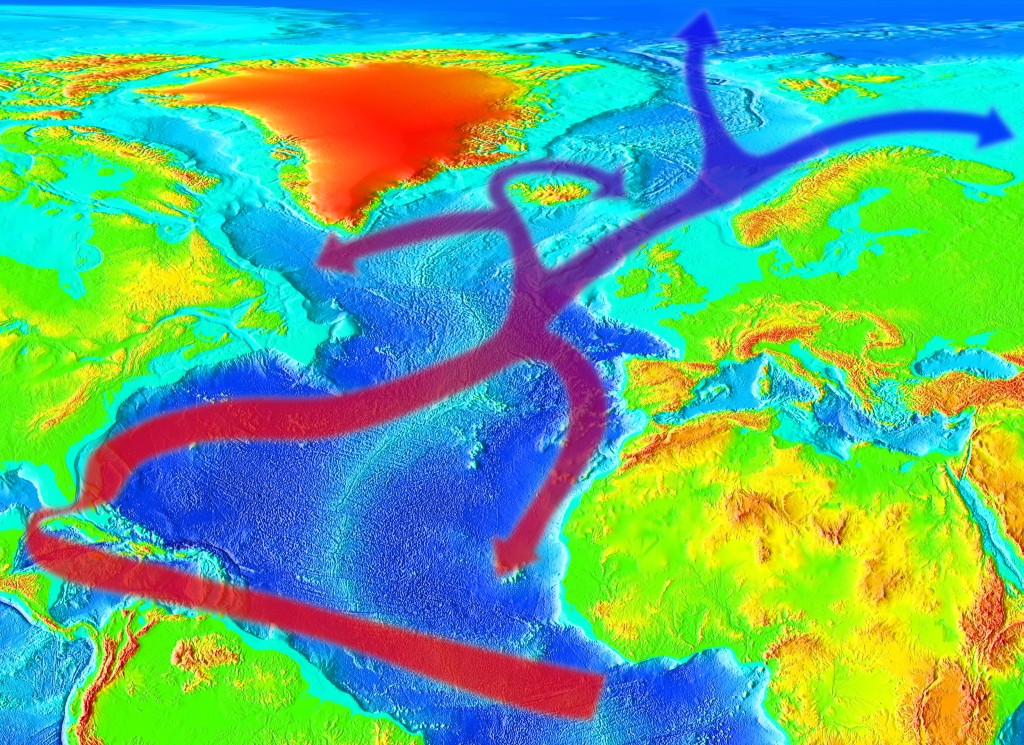
墨西哥灣流的演变图

墨西哥灣流，簡稱灣流（英語：Gulf stream），是大西洋上重要的洋流，以及全球最快的洋流。起源於墨西哥灣，經過佛羅里達海峽沿著美國的東部海域與加拿大紐芬蘭省向北，最後跨越北大西洋通往北極海。在大約北緯40度西經30度左右的地方，墨西哥灣流分支成兩股分支，北分支跨入歐洲的海域，成為北大西洋暖流，南分支經由西非重新回到赤道。

## 影響
令北美洲以及西歐等原本高緯度冰冷的沿海地區變成溫暖和適合居住的地區，比起其相同緯度的地區溫度更顯得暖和，對北美洲東岸和西歐氣候產生重大影響。